# Les Écrivains (téléfilm, 1973)

Les Écrivains est un téléfilm français réalisé par Robert Guez, à partir du roman de Michel de Saint Pierre, diffusé le mercredi 5 décembre 1973 sur la deuxième chaîne de l'ORTF .

## Synopsis
Cette dramatique met en scène un des plus grands écrivains de sa génération, Alexandre Damville, arrivé su sommet de son art. Elle nous montre ses réactions de maître de la littérature, distant, froid, altier, enfermé dans sa tour d'ivoire, craignant les pertes de temps et les importuns, mais nous fait partager également sa vie privée, aspect que l'on a souvent tendance à oublier quand il s'agit d'un très grand écrivain. Mais le thème principal de cette œuvre reste cette inassouvissable passion d'écrire qui dévore Les Écrivains.

## Distribution
- Pierre Fresnay : Alexandre Damville
- Jean Barney : Georges Damville
- Sylvie Milhaud : Béatrice
- Louise Debrackel : Honorine
- Nicole Maurey : Eve
- Yvonne Clech : Isabelle Pontillac
- Jean Michaud : le Ministre Armand Isnard
- Hélène Dieudonné : la vieille dame
- Monique Morisi : Marguerite
- André Dalibert : l'éditeur
- Robert Vattier : le concierge
- Bérangère Etcheverry : Odette Merlot
- Alain Chevallier : Germain Menissey
- Michel Mella : Michel Marin

## Sources
- Télé Poche, no 407 du 28 novembre 1973